# 小行星4578
小行星4578（4578 Kurashiki）是一颗围绕太阳公转的小行星。1988年12月7日，關勉在藝西天文台发现了此天体。
該小行星以日本岡山縣倉敷市命名。
这颗小行星的绝对星等为5.16076等。